# Heather Morris
Heather Elizabeth Morris (Condado de Ventura, California; 1 de febrero de 1987) es una actriz, bailarina, cantante y modelo estadounidense.

## Primeros años
Morris nació en el Condado de Ventura, California, y creció en Scottsdale, Arizona. Empezó a bailar cuando tenía 9 años. Compitió siendo muy joven en una gran variedad de estilos de baile incluyendo jazz, tap, y contemporáneo.
Su padre murió de cáncer cuando ella tenía 14 años. «Es algo que es difícil para mí, porque estoy triste sobre eso, pero no me detengo en ello», dijo durante un taller de entrevista con los estudiantes en diciembre de 2009. «Sé que está en un lugar mejor, en vez de estar sufriendo». Después de graduarse de la Escuela Secundaria Desert Mountain, Morris decidió inscribirse en una universidad local, pero se dio cuenta de que estaba en el lugar equivocado y se mudó a Los Ángeles a la edad de 19 años.

## Carrera
La primera aparición significativa de Morris fue en 2006 en la segunda temporada de So You Think You Can Dance, donde logró pasar la «Semana de Las Vegas» sin ser eliminada, pero no logró llegar a los 20 mejores.
No desanimada, Morris persiguió activamente una carrera en el baile. Su gran oportunidad llegó en 2007 a través de Beyoncé. Fue una de las bailarinas de apoyo de Beyoncé en la gira mundial The Beyoncé Experience y, a continuación, trabajó nuevamente con Beyoncé en una mini gira promocional de «Single Ladies (Put a Ring on It)» que incluyó actuaciones en los American Music Awards de 2008 , Saturday Night Live, The Ellen DeGeneres Show, Today, y la final de Total Request Live de MTV. También bailó para Beyoncé y Tina Turner en los Premios Grammy de 2008. Más tarde apareció en un pequeño papel en la película Fired Up, donde conoció al coreógrafo Zach Woodlee. Después de esa película, Woodlee invitó a Morris a bailar en otros espectáculos en los que coreografiaba, incluidos episodios de Eli Stone y Swingtown, la película Bedtime Stories, y finalmente obtuvo un papel como Brittany en Glee.
En diciembre de 2010, Morris fue nombrada embajadora de estilo de celebridades para FLIRT! Cosmetics, una línea de cosméticos Estee Lauder. En 2010, Morris estuvo en la lista de Maxim Hot 100, llegando al número 85. En la lista de los 100 mejores de AfterEllen, se ubicó en el puesto 2 detrás de Naya Rivera.
En 2011, Morris protagonizó un comercial de regreso a clases para Staples Canada que presentó su baile.
En el número de octubre de 2011 de la revista Fitness, afirmó que le habían quitado los implantes mamarios. «Los implantes eran algo que pensé que quería cuando era más joven, y ahora no. Fue difícil estar activo con ellos, porque mi pecho siempre estaba dolorido. Me dolía mucho, y no me gustaba estar siempre con dolor, ¡entonces tenían que irse!». Su cirugía de implante de senos se realizó en algún momento entre su tiempo en So You Think You Can Dance a los 18 años, y 21 años cuando ella era una bailarina de apoyo de Beyoncé.

### Glee
Morris estaba tomando clases de actuación y persiguiendo activamente una carrera como actriz cuando Woodlee le pidió que enseñara la coreografía para el baile «Single Ladies» de Beyoncé a los actores de Glee. Al mismo tiempo, el programa buscaba a una tercera porrista, y Morris terminó por obtener el papel de Brittany. Inicialmente, un personaje de fondo que casi nunca hablaba, el papel creció a medida que los escritores descubrieron que Morris tenía un don para ofrecer frases ingeniosas. Jarrett Wieselman del New York Post opinó que Morris había «emergido como uno de los segundos plátanos más graciosos en la televisión en este momento» y un escritor de LA Times mencionó tener un «enamoramiento en la comedia de Morris, quien interpreta a la animadora galácticamente débil del Glee Club, Brittany»".
Cuando un clip promocional del episodio «Sectionals» indicó que Brittany Pierce y Santana López habían dormido juntas, Dorothy Snarker, quien escribía para el sitio web de entretenimiento lésbico After Ellen, elogió el maridaje, refiriéndose a ellas por el acrónimo «Brittana». Snarker llamó a los dos su «nueva pareja favorita de Glee», comentando que: «Mientras que Heather Morris (Brittany) y Naya Rivera (Santana) han tenido un tiempo de pantalla mínimo, lo han contado. Heather en particular ha provocado la risa de Cheerio, la menos probable de recibir una invitación de Mensa. No importa, Finn y Rachel, ahora estoy en el equipo Brittana».
El papel de Morris se hizo más prominente durante los últimos nueve episodios de la primera temporada y, debido a la respuesta abrumadoramente positiva a su personaje, se promovió al estatus regular de la serie oficial durante la segunda temporada. Ella estuvo en el centro del segundo episodio, «Britney/Brittany», (un tributo a Britney Spears) donde hizo su debut como cantante versionando el solo de Spears, «I'm a Slave 4 U» y con Naya Rivera en «Me Against the Music». Más tarde obtuvo muchos otros solos de canto y baile. En la segunda mitad de la temporada dos, el personaje de Morris se involucró en una historia lésbica con el personaje de Rivera. El arco y las actuaciones de Rivera y Morris recibieron la aclamación de la crítica. Como en Glee, Morris es la mejor amiga en la vida real con su coprotagonista Rivera.

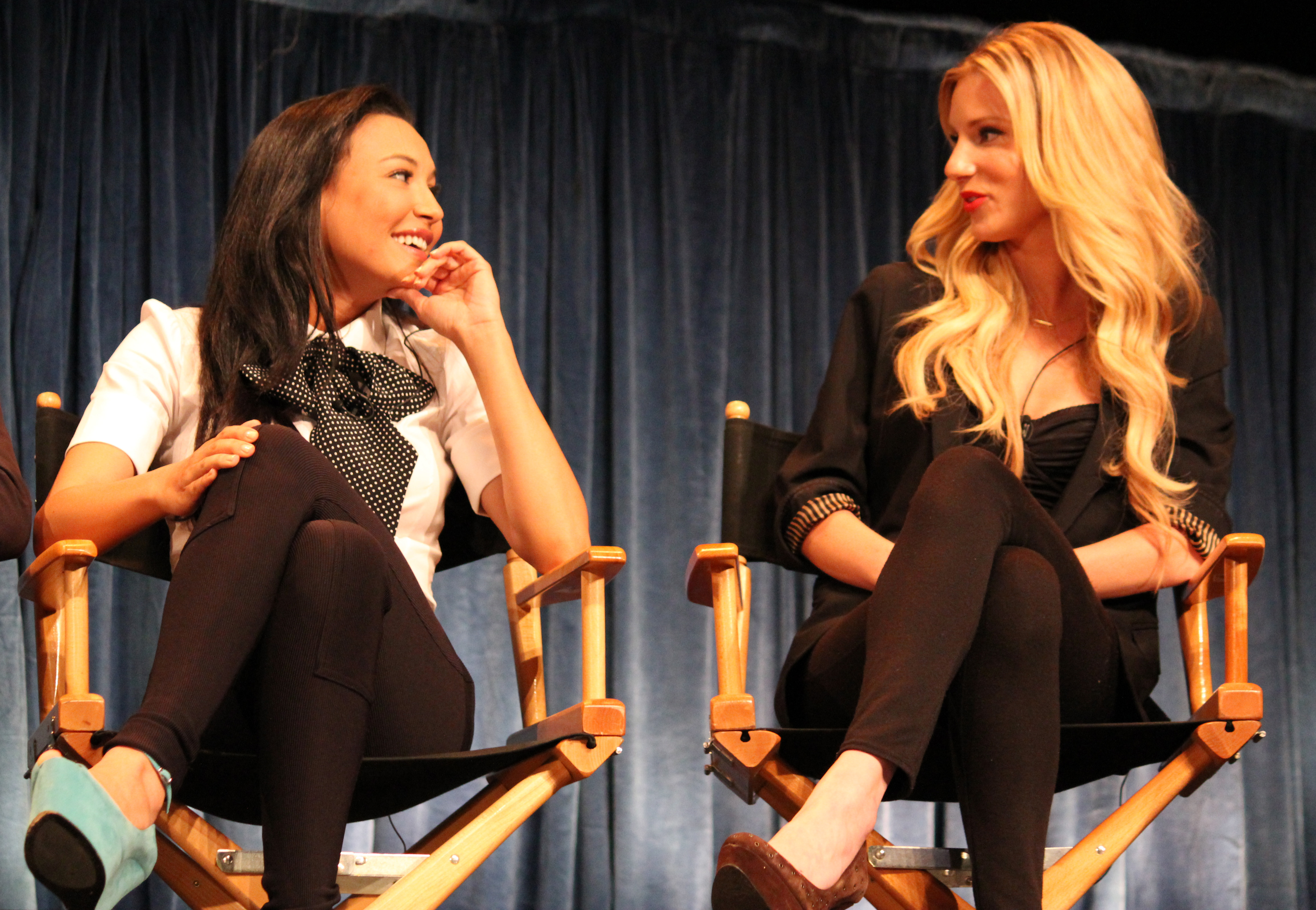
Morris (derecha) y Naya Rivera en el evento PaleyFest en 2011.

En la temporada 3, los personajes de ella y Rivera continuaron con la historia lésbica. Morris tuvo un papel importante en el episodio «Prom-asaurus». Durante el final de temporada, ella reveló que tenía una calificación escolar de 0.0 y que no se va a graduar.
Durante el Glee Tour de 2011, Morris interpretó la canción de Britney Spears «I'm a Slave 4 U». También tuvo un enfoque en el baile con el compañero de reparto Harry Shum, Jr. durante la presentación de «Valerie» de Naya Rivera, y fue una de las bailarinas en los números de «Single Ladies» y «The Safety Dance».
Morris coescribió y apareció en un video de enero de 2011 para el sitio web de comedia Funny or Die, «Nuthin' But A Glee Thang», una parodia de «Nuthin' but a 'G' Thang» de Dr. Dre con Snoop Dogg. Coescrito con las actrices Ashley Lendzion y Riki Lindhome, el video presenta apariciones de Sofía Vergara de Modern Family y los compañeros de Morris de Glee, Matthew Morrison, Cory Monteith, Harry Shum, Jr. y Naya Rivera.
El 28 de junio de 2013, se informó que Morris no regresaría regularmente en la quinta temporada de Glee. Sin embargo, Morris retomó su papel para el episodio centésimo de la serie y el episodio final de la quinta temporada de la serie. Morris también apareció en cinco episodios en la sexta y última temporada del programa, incluido el final de la serie.

### Dancing with the Stars
El 1 de marzo de 2017, Morris fue anunciada como una de las celebridades que competirían en la temporada 24 de Dancing with the Stars. Su participación en el programa fue criticada, con muchos citando su experiencia de baile profesional como una ventaja injusta. Los productores defendieron su decisión de elegirla diciendo que ella no tenía ninguna experiencia en los bailes de salón o bailes de parejas. Ella fue emparejada con el bailarín profesional Maksim Chmerkovskiy, aunque bailó con el miembro del cuerpo de baile Alan Bersten desde la segunda hasta la quinta semana de la temporada debido a que Chmerkovskiy sufrió una lesión del músculo de la pantorrilla. Morris y Chmerkovskiy volvieron bailar juntos en la sexta semana de la competencia, el 24 de abril de 2017, pero fueron eliminados a pesar de recibir el primer puntaje perfecto de la temporada y encabezar la tabla de puntajes de esa semana.

### Otros trabajos
En 2020, trabaja como productora en The Bystanders, una comedia negra en formato podcast que gira en torno al fenómeno psicológico llamado efecto espectador.

## Vida personal
Morris está casada con Taylor Hubbell, con quien comenzó a salir cuando era un jugador de béisbol de la universidad. Asistieron a la misma escuela secundaria en Arizona, pero no se conocían allí. Comenzaron a salir después de que Morris se mudó a Los Ángeles y Hubbell se puso en contacto con ella en Myspace. En una entrevista de 2011 con Fitness, , Morris dijo de Hubbell: «Quiero casarme con él por encima de todo. Eso es lo que realmente me importa. Quiero casarme con Taylor y tener hijos con él. Me encanta actuar, pero si afecta mi relación, entonces no continuaré haciéndolo». Después de graduarse de la Universidad de Luisiana en Lafayette, Hubbell comenzó a vivir con Morris en Los Ángeles a principios de 2012. Morris dio a luz a su primer hijo, llamado Elijah Beckwith Hubbell, el 28 de septiembre de 2013, llamado así por el primo mayor de Taylor Hubbell. El 28 de agosto de 2014, se anunció que ella y Hubbell estaban comprometidos,  y se casaron el 16 de mayo de 2015. En agosto del 2015 anunció vía redes sociales que estaban esperando su segundo hijo. En una entrevista con E! News, ella reveló que su segundo bebé sería un niño. Dio a luz a su segundo hijo, Owen Barlett Hubbell, el 11 de febrero de 2016.

## Filmografía

### Películas
| Año  | Título                      | Papel                        | Notas                                                   |
| ---- | --------------------------- | ---------------------------- | ------------------------------------------------------- |
| 2007 | The Beyoncé Experience Live | Bailarina                    | Película de concierto Papel de reparto                  |
| 2008 | Bedtime Stories             | Dancer                       | Papel de reparto                                        |
| 2009 | Fired Up!                   | Fiona                        | Papel principal                                         |
| 2011 | A Sense of Humor            | Laura                        | Cortometraje Papel principal                            |
| 2011 | The Elevator                | Chica                        | Cortometraje; también escritora, directora y productora |
| 2011 | Andy Made a Friend          | Kate                         | Rol de cortometraje                                     |
| 2011 | Post                        | Lily                         |                                                         |
| 2011 | Glee: The 3D Concert Movie  | Brittany Pierce / Ella misma | Papel principal de la película de conciertos            |
| 2012 | Courage to Create           | Bella                        | Cortometraje Papel de reparto                           |
| 2012 | Ice Age: Continental Drift  | Katie                        | Función de voz                                          |
| 2013 | Spring Breakers             | Bess                         |                                                         |
| 2015 | Horrible Parents            | Meg                          | Cortometraje Papel principal                            |
| 2015 | Most Likely to Die          | Gaby (Gabriella)             | Papel principal                                         |
| 2016 | Folk Hero & Funny Guy       | Nicole                       | Protagonista                                            |
| 2016 | Romantically Speaking       | Ariel                        | Papel principal                                         |
| 2016 | The Cleansing Hour          | Heather                      | Cortometraje                                            |
| 2018 | All Styles                  | Elizabeth                    |                                                         |
| 2019 | Dance with a Demon          | Madre                        | Cortometraje                                            |
| 2019 | Santa Fake                  | Emily                        |                                                         |
| 2022 | Moon Manor                  | Karen                        |                                                         |
| 2023 | Cora Bora                   |                              |                                                         |
| TBA  | Back to 1                   | Lucy Moreau                  | Posproducción                                           |

### Televisión
| Año     | Título                   | Papel                            | Notas                                                          |
| ------- | ------------------------ | -------------------------------- | -------------------------------------------------------------- |
| 2008    | Saturday Night Live      | Bailarina de Beyoncé             | Episodio: «Paul Rudd/Beyoncé»                                  |
| 2008    | Swingtown                | Bailarina disco                  | Sin acreditar, episodio: «Get Down Tonight»                    |
| 2008    | Eli Stone                | Bailarina                        | Sin acreditar, 2 episodios                                     |
| 2009–15 | Glee                     | Brittany Pierce                  | 92 episodios                                                   |
| 2010    | How I Met Your Mother    | Bailarina suit                   | Sin acreditar, episodio: «Girls Versus Suits»                  |
| 2012    | Punk'd                   | Ella misma                       | Presentadora invitada                                          |
| 2015    | Romantically Speaking    | Ariel Cookson                    | Película de televisión                                         |
| 2015    | Whose Line Is It Anyway? | Ella misma                       | Episodio: «Heather Morris»                                     |
| 2015    | Comedy Bang! Bang!       | Eliza Hansenback                 | Episodio: «Weird Al Yankovic Wears A Different Hawaiian Shirt» |
| 2016    | Go-Go Boy Interrupted    | Katie                            | 3 episodios                                                    |
| 2017    | Dancing with the Stars   | Ella misma                       | Concursante de la temporada 24                                 |
| 2017    | Psycho Wedding Crasher   | Jenna Kravitz                    | Rol principal de la película de televisión                     |
| 2017    | GLOW                     | Miembro de la clase de aeróbicos | Sin acreditar; episodio: Piloto                                |
| 2017    | Mondays                  | Kia                              | Episodio: "That Time When I Got Life Coached"                  |
| 2018    | I.R.L.                   | Lizbet                           | Elenco principal                                               |
| 2018    | The Troupe               | Kennedy Dawson                   | Elenco Principal                                               |
| 2018    | Raven's Home             | Lady                             | Cameo, episodio "Raven's Home: Remix"                          |
| 2018    | Pretty Little Stalker    | Kelsey                           | Película de televisión; Principal.                             |
| 2022    | Fatal Fandom             | Addison Bright                   | Película de televisión                                         |
| 2022    | The Masked Dancer        | Tijeras                          | Ganadora Primera Temporada                                     |

### Videos musicales
| Año  | Artista              | Canción                   |
| ---- | -------------------- | ------------------------- |
| 2008 | An-Ya                | «Nightlife»               |
| 2008 | The White Tie Affair | «Candle (Sick and Tired») |
| 2008 | Hit the Lights       | «Drop the Girl»           |
| 2011 | Leo Moctezuma        | «2 Da Left»               |

## Premios y nominaciones
| Año  | Premio                            | Categoría                                                              | Trabajo                                    | Resultado |
| ---- | --------------------------------- | ---------------------------------------------------------------------- | ------------------------------------------ | --------- |
| 2010 | Screen Actors Guild Awards        | Desempeño destacado de un conjunto en una serie de comedia             | Glee                                       | Ganadora  |
| 2010 | TV Land Awards                    | Clásicos futuros (con el elenco de Glee)                               | Glee                                       | Nominada  |
| 2010 | Teen Choice Awards                | Choice Música: Grupo (con el elenco de Glee)                           | Glee                                       | Nominada  |
| 2010 | Lesbian/Bi People's Choice Awards | Música favorita de un dúo o grupo (con el elenco de Glee)              | Glee                                       | Nominada  |
| 2010 | Gay People's Choice Awards        | Música favorita de un dúo o grupo (con el elenco de Glee)              | Glee                                       | Ganadora  |
| 2011 | Screen Actors Guild Awards        | Desempeño destacado de un conjunto en una serie de comedia             | Glee                                       | Nominada  |
| 2011 | Grammy Awards                     | mejor álbum de banda sonora para medio visuale                         | Glee                                       | Nominada  |
| 2011 | Grammy Awards                     | Mejor interpretación pop vocal por un dúo o grupo                      | «Don't Stop Believin' (Regionals Version)» | Nominada  |
| 2011 | Teen Choice Awards                | Choice Music: Group (with: Glee Cast)                                  | Glee                                       | Nominada  |
| 2012 | Screen Actors Guild Awards        | Desempeño destacado de un conjunto en una serie de comedia             | Glee                                       | Nominada  |
| 2012 | Grammy Awards                     | mejor álbum de banda sonora para medio visuale (con el elenco de Glee) | Glee                                       | Nominada  |
| 2013 | Screen Actors Guild Awards        | Desempeño destacado de un conjunto en una serie de comedia             | Glee                                       | Nominada  |
| 2013 | Teen Choice Awards                | Scene Stealer Female                                                   | Glee                                       | Nominada  |